# 武藏關站

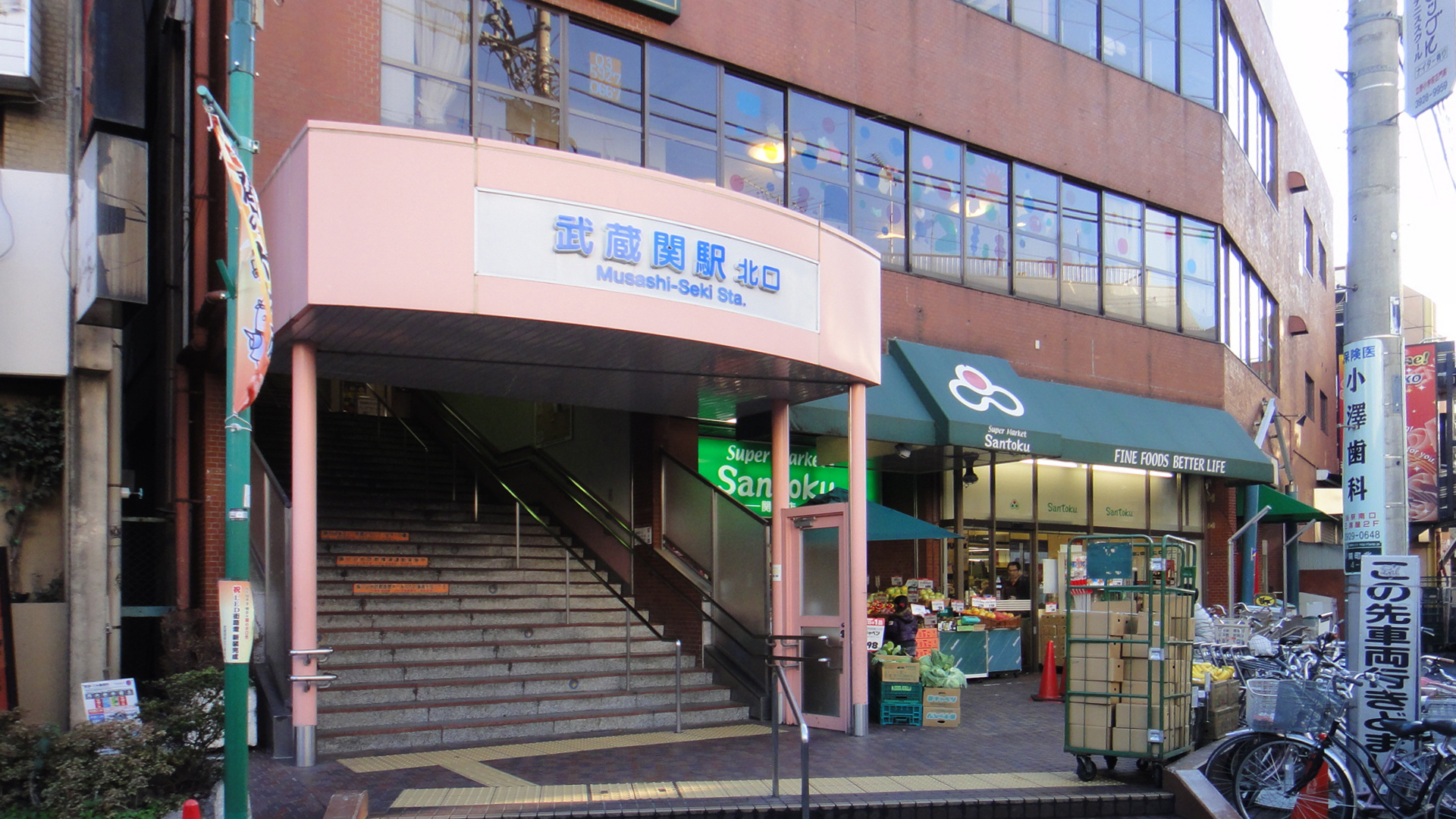
武藏關站北口（2012年12月〉

武藏關站（日语：／ Musashiseki eki */?）是位於日本東京都練馬區關町北二丁目，屬於西武鐵道新宿線的鐵路車站。車站編號是SS14。
此站是東京都區部最西端的車站。

## 車站構造
側式月臺2面2線地上車站，對應10輛車廂編成的電車（準急列車的停靠站）。為跨站式站房，驗票口在3樓。
上下線的月台和驗票口、驗票口和地上之間設有電梯。
洗手間設置於站內。原本在設置在上行的月台上，但隨著無障礙空間工事的進行已於2005年2月轉移、設置對應輪椅等能利用的多機能洗手間。
該站之下行在田無、本川越方向到終點為止，主要車站以外全部的車站也都對應10輛車廂編成的電車（新宿線內、拜島線內）。

### 月台配置
| 月台 | 路線   | 方向 | 目的地                 |
| ---- | ------ | ---- | ---------------------- |
| 1    | 新宿線 | 下行 | 所澤、本川越、拜島方向 |
| 2    | 新宿線 | 上行 | 高田馬場、西武新宿方向 |

## 使用情況
2016年度1日平均上下車人次為30,404人，西武鐵道全部92個車站當中排行第33位。
近年1日平均上下車人次、上車人次的推移如下表。
| 年度               | 1日平均 上下車人次 | 1日平均 上車人次 | 來源     |
| ------------------ | ------------------ | ---------------- | -------- |
| 1992年（平成04年） |                    | 14,847           | [ * 1 ]  |
| 1993年（平成05年） |                    | 14,800           | [ * 2 ]  |
| 1994年（平成06年） |                    | 14,586           | [ * 3 ]  |
| 1995年（平成07年） |                    | 14,568           | [ * 4 ]  |
| 1996年（平成08年） |                    | 14,729           | [ * 5 ]  |
| 1997年（平成09年） | 29,240             | 14,578           | [ * 6 ]  |
| 1998年（平成10年） | 28,361             | 14,200           | [ * 7 ]  |
| 1999年（平成11年） | 28,103             | 14,107           | [ * 8 ]  |
| 2000年（平成12年） | 28,524             | 14,321           | [ * 9 ]  |
| 2001年（平成13年） | 29,420             | 14,751           | [ * 10 ] |
| 2002年（平成14年） | 29,322             | 14,674           | [ * 11 ] |
| 2003年（平成15年） | 29,280             | 14,658           | [ * 12 ] |
| 2004年（平成16年） | 28,650             | 14,299           | [ * 13 ] |
| 2005年（平成17年） | 28,613             | 14,279           | [ * 14 ] |
| 2006年（平成18年） | 29,041             | 14,512           | [ * 15 ] |
| 2007年（平成19年） | 29,109             | 14,598           | [ * 16 ] |
| 2008年（平成20年） | 29,122             | 14,636           | [ * 17 ] |
| 2009年（平成21年） | 28,859             | 14,512           | [ * 18 ] |
| 2010年（平成22年） | 28,091             | 14,197           | [ * 19 ] |
| 2011年（平成23年） | 27,864             | 14,050           | [ * 20 ] |
| 2012年（平成24年） | 28,477             | 14,381           | [ * 21 ] |
| 2013年（平成25年） | 28,803             | 14,585           | [ * 22 ] |
| 2014年（平成26年） | 28,792             | 14,567           | [ * 23 ] |
| 2015年（平成27年） | 29,559             |                  |          |
| 2016年（平成28年） | 30,404             |                  |          |

## 車站週邊
車站附近雖有著寧靜的住宅街，但近年來有不少中～大規模的住宅大廈正在建設中。

## 巴士
在南口有「武藏關站」公車站。另外東方約150m、關町庚申街上也有「武藏關站入口」的公車站，那邊也是一個可以利用的公車站。
「武藏關站」公車站（關東巴士）
- 荻32：經過青梅街道營業所 荻窪站
- 入庫：青梅街道營業所
- 鷹02：三鷹站

「武藏關站入口」公車站（西武巴士）
- 吉61、吉61-1、吉62、吉62-1、吉65：吉祥寺站（有夜間巴士）
- 吉61：經過大泉學園站 都民農園セコニック
- 吉61-1：經過大泉學園站、都民農園セコニック 新座榮
- 吉62：西武車庫
- 吉62-1：大泉學園站南口（有夜間巴士）
- 吉65：經過保谷站 天神山

## 历史
- 1927年4月16日 - 開業。
- 2004年7月 - 無障礙空間工事實施、電扶梯的設置、電梯的設置、洗手間的移設、新裝、站員窗口的開放式櫃檯化等實施。月台位置也有所移動。

戰前曾有將西武多摩川線從武藏境延伸到該站的計畫。

## 相鄰車站
西武鐵道
 新宿線
■通勤急行、■急行
通過
■準急、■各站停車
上石神井（SS13）－武藏關（SS14）－東伏見（SS15）

## 外部連結
- 武藏關 - 西武鐵道